# Isoetes taiwanensis
Isoetes taiwanensis là một loài dương xỉ trong họ Isoetaceae. Loài này được De Vol mô tả khoa học đầu tiên năm 1972.